# Fakulteta za življenjske znanosti na Dunaju
Fakulteta za življenjske znanosti (izvirno nemško Fakultät für Lebenswissenschaften), s sedežem na Dunaju, je fakulteta, ki je članica Univerze na Dunaju.